# 190
| 190                |
| ------------------ |
| Dødsfald - Fødsler |
|                    |

| Gregoriansk kalender | 190 CXC                 |
| Ab urbe condita      | 943                     |
| Armensk kalender     | I/T                     |
| Kinesiske kalender   | 2886 – 2887 己巳 – 庚午 |
| Etiopisk kalender    | 182 – 183               |
| Jødisk kalender      | 3950 – 3951             |
| Hindukalendere       |                         |
| - Vikram Samvat      | 245 – 246               |
| - Shaka Samvat       | 112 – 113               |
| - Kali Yuga          | 3291 – 3292             |
| Iransk kalender      | 432 BP – 431 BP         |
| Islamisk kalender    | 446 BH – 444 BH         |

Se også 190 (tal)